# Smilax sebeana
Smilax sebeana är en enhjärtbladig växtart som beskrevs av Friedrich Anton Wilhelm Miquel. Smilax sebeana ingår i släktet Smilax och familjen Smilacaceae. Inga underarter finns listade.